# Оленино (Нижегородская область)
Оле́нино — деревня в Богородском районе Нижегородской области. Входит в состав Дуденевского сельсовета.
Деревня располагается на правом нагорном берегу реки Оки.

## История
О происхождении села существуют весьма неопределённые сведения. По актам на владение, которые хранились у некоторых землевладельцев села Оленино, известно, что в 1612 году часть оленинской земли с поселёнными на ней пятью крестьянскими семьями была отдана в потомственное владение двум братьям казакам Ядышевым «за осадное сидение в королевичев приход под Москву», как говорится в грамоте.

## Население
| 1999 | 2002 | 2010 |
| ---- | ---- | ---- |
| 7    | ↘6   | ↗12  |